# Хоспедалес, Дарнелл
Дарнелл Шелдон Соломон Хоспедалес (англ. Darnell Sheldon Solomon Hospedales; род. 13 марта 1999, Тринидад и Тобаго) — тринидадский футболист, защитник клуба «Монтего-Бей Юнайтед» и сборной Тринидада и Тобаго.

## Карьера

### Клубная
На взрослом уровне начинал играть в футбол в клубе «Пойнт-Фортин Сивик». На некоторое время уезжал в Чехию, где он находился в составе команды третьей по силе лиги страны «Кралов Двор». После недолгого возвращения на родину, Хоспедалес в начале 2024 года перешел в «Монтего-Бей Юнайтед». Его партнерами в нем являются другие тринидадские игроки Джосая Триммингем, Че Бенни, Аарон Энилл и Джордон Бритто.

### В сборной
За сборную Тринидада и Тобаго защитник дебютировал 6 февраля в товарищеском матче против Ямайки (0:1).

## Достижения
- Чемпион Тринидада и Тобаго (1): 2023.